# Rzeźnia miejska w Krakowie
Rzeźnia miejska w Krakowie – rzeźnia miejska w Krakowie, w dzielnicy II przy ul. Rzeźniczej 28, na Grzegórzkach.
Rzeźnia została wzniesiona w latach 1877–1878 według projektu Macieja Moraczewskiego jako pierwszy wielkomiejski zakład przemysłowy na Grzegórzkach. 28 stycznia 1993 została wpisana do rejestru zabytków nieruchomych. W 2003 roku rzeźnia zakończyła działalność.

## Historia
Została wybudowana w latach 1877–1878 według projektu Macieja Moraczewskiego jako pierwszy wielkomiejski zakład przemysłowy na Grzegórzkach. Wybudowana została w pobliżu ujścia Starej Wisły, biegnącego do głównego nurtu rzeki. Powodem tej decyzji był łatwy dostęp do zasobów wody, co było kluczowe dla działalności rzeźni.
Początkowo rzeźnia składała się z siedemnastu budynków. W latach 30. XX wieku do kompleksu rzeźni dobudowano wieżę ciśnień. Po zamknięciu rzeźni zachowało się sześć budynków.
W 2003 roku rzeźnia została zamknięta. W 2005 roku w związku z budową Galerii Kazimierz, przestrzeń dawnej rzeźni przekształcono i połączono z budynkiem centrum handlowego.